# Natacha Gachnang
Natacha Gachnang (Vevey, 1987. október 27. –) svájci autóversenyzőnő.

## Pályafutása
1998 és 2002 között gokartversenyző volt. 2003-ban váltott formulaautós versenyzésre, és egészen 2005-ig a Formula BMW ADAC sorozatban szerepelt.
2006-ban egy győzelmet szerzett az osztrák Formula–3-as bajnokságban, valamint több futamon is részt vett a Formula–3 Euroseries-ben. 2007-ben a Star Mazda sorozatban versenyzett. Natacha két alkalommal állt dobogón, és a tizenötödik helyen zárta az összetett értékelést.
2008-ban harmadikként végzett a spanyol Formula–3-as bajnokságban.
2009-ben teljes szezont futott az akkor életre hívott Formula–2-es sorozatban. Mindössze egy alkalommal, a spanyol verseny első futamán volt pontszerző. A pontversenyben a huszonharmadik helyen végzett.
Előzetes tervek szerint 2010-ben a Swiss Matech csapatában, Cyndie Allemann társaként az FIA GT1-es bajnokságban vesz részt. A szezon első futamának edzésén azonban balesetet szenvedett. Autójával a gumifalnak csapódott és kettős nyílt csonttörést szenvedett a jobb lábán. Lábadozása júniusig tarthat.

## Eredményei

### Teljes Formula–3 Euroseries eredménysorozata
(Táblázat értelmezése)

(Félkövér: pole-pozícióból indult; dőlt: leggyorsabb kört futott) 

| Év   | Csapat             | 1      | 2      | 3     | 4     | 5     | 6     | 7     | 8     | 9        | 10        | 11       | 12       | 13    | 14    | 15    | 16    | 17       | 18       | 19        | 20        | Helyezés | Pont |
| ---- | ------------------ | ------ | ------ | ----- | ----- | ----- | ----- | ----- | ----- | -------- | --------- | -------- | -------- | ----- | ----- | ----- | ----- | -------- | -------- | --------- | --------- | -------- | ---- |
| 2006 | Bordoli Motorsport | HOC1 1 | HOC1 2 | LAU 1 | LAU 2 | OSC 1 | OSC 2 | BRH 1 | BRH 2 | NOR 1 15 | NOR 2 DNS | NÜR 1 23 | NÜR 2 15 | ZAN 1 | ZAN 2 | CAT 1 | CAT 2 |          |          |           |           | 24.      | 0    |
| 2006 | Jo Zeller Racing   |        |        |       |       |       |       |       |       |          |           |          |          |       |       |       |       | LMS 1 12 | LMS 2 Ki | HOC2 1 13 | HOC2 2 10 | 24.      | 0    |

### Teljes Spanyol Formula 3 eredménysorozata

#### Class A
(Táblázat értelmezése)

(Félkövér: pole-pozícióból indult; dőlt: leggyorsabb kört futott) 

| Év   | Csapat           | 1       | 2        | 3        | 4       | 5       | 6       | 7       | 8       | 9       | 10       | 11      | 12      | 13      | 14      | 15      | 16       | 17       | Helyezés | Pont |
| ---- | ---------------- | ------- | -------- | -------- | ------- | ------- | ------- | ------- | ------- | ------- | -------- | ------- | ------- | ------- | ------- | ------- | -------- | -------- | -------- | ---- |
| 2008 | Campos F3 Racing | JAR 1 2 | JAR 2 13 | SPA 1 12 | SPA 2 4 | ALB 1 6 | ALB 2 4 | VSC 1 2 | VSC 2 3 | VSC 1 9 | MAG 1 11 | MAG 2 7 | VAL 1 2 | VAL 2 4 | JER 1 7 | JER 2 5 | CAT 1 Ki | CAT 2 11 | 3.       | 76   |

#### Copa F306/300
| Év   | Csapat           | 1     | 2       | 3       | 4       | 5       | 6     | 7     | 8     | 9       | 10      | 11    | 12    | 13      | 14      | 15      | 16       | 17      | Helyezés | Pont |
| ---- | ---------------- | ----- | ------- | ------- | ------- | ------- | ----- | ----- | ----- | ------- | ------- | ----- | ----- | ------- | ------- | ------- | -------- | ------- | -------- | ---- |
| 2008 | Campos F3 Racing | JAR 1 | JAR 2 8 | SPA 1 7 | SPA 2 3 | ALB 1 3 | ALB 2 | VSC 1 | VSC 2 | VSC 1 2 | MAG 1 4 | MAG 2 | VAL 1 | VAL 2 1 | JER 1 3 | JER 2 1 | CAT 1 NC | CAT 2 5 | 1.       | 110  |

### Teljes Formula–2 eredménysorozata
(Táblázat értelmezése)

(Félkövér: pole-pozícióból indult; dőlt: leggyorsabb kört futott) 

| Év   | Rajtszám | 1        | 2        | 3        | 4        | 5        | 6        | 7        | 8        | 9        | 10       | 11       | 12       | 13       | 14       | 15      | 16       | Helyezés | Pont |
| ---- | -------- | -------- | -------- | -------- | -------- | -------- | -------- | -------- | -------- | -------- | -------- | -------- | -------- | -------- | -------- | ------- | -------- | -------- | ---- |
| 2009 | 18       | VAL 1 11 | VAL 2 Ki | BRN 1 14 | BRN 2 Ki | SPA 1 11 | SPA 2 13 | BRH 1 14 | BRH 2 15 | DON 1 13 | DON 2 Ki | OSC 1 11 | OSC 2 12 | IMO 1 15 | IMO 2 Ki | CAT 1 7 | CAT 2 13 | 23.      | 2    |

### Teljes Auto GP eredménysorozata
(Táblázat értelmezése)

(Félkövér: pole-pozícióból indult; dőlt: leggyorsabb kört futott) 

| Év   | Csapat                 | 1     | 2     | 3     | 4     | 5        | 6        | 7     | 8     | 9       | 10      | 11       | 12       | Helyezés | Pont |
| ---- | ---------------------- | ----- | ----- | ----- | ----- | -------- | -------- | ----- | ----- | ------- | ------- | -------- | -------- | -------- | ---- |
| 2010 | Charouz-Gravity Racing | BRN 1 | BRN 2 | IMO 1 | IMO 2 | SPA 1 12 | SPA 2 11 | MAG 1 | MAG 2 | NAV 1 8 | NAV 2 7 | MNZ 1 15 | MNZ 2 10 | 21.      | 1    |

### Teljes FIA GT1 világbajnokság eredménysorozata
| Év   | Csapat             | Autó | 1          | 2          | 3      | 4      | 5      | 6      | 7         | 8         | 9      | 10     | 11     | 12     | 13     | 14     | 15     | 16     | 17     | 18     | 19     | 20     | Helyezés | Pont |
| ---- | ------------------ | ---- | ---------- | ---------- | ------ | ------ | ------ | ------ | --------- | --------- | ------ | ------ | ------ | ------ | ------ | ------ | ------ | ------ | ------ | ------ | ------ | ------ | -------- | ---- |
| 2010 | Matech Competition | Ford | ABU QR DNS | ABU CR DNS | SIL QR | SIL CR | BRN QR | BRN CR | PRI QR 18 | PRI CR Ki | SPA QR | SPA CR | NÜR QR | NÜR CR | ALG QR | ALG CR | NAV QR | NAV CR | INT QR | INT CR | SAN QR | SAN CR | 60.      | 0    |

### Le Mans-i 24 órás autóverseny
| Év   | Csapat             | Autó             | Csapattárs      | Csapattárs      | Helyezés |
| ---- | ------------------ | ---------------- | --------------- | --------------- | -------- |
| 2010 | Matech Competition | Ford GT1         | Cyndie Allemann | Rahel Frey      | DNF      |
| 2013 | Morand Racing      | Morgan LMP2-Judd | Franck Mailleux | Olivier Lombard | 11.      |